# Death Wish (romance)
Death Wish é um romance de 1972 publicado por Brian Garfield. Um romance sequencial, Death Sentence, foi publicado em 1975.

## Adaptações para o cinema
Um longa-metragem baseado no romance foi feito em 1974, estrelado por Charles Bronson no papel principal como Paul Benjamin (o sobrenome foi mudado para Kersey e a profissão era arquiteto) e dirigido por Michael Winner. Um remake, estrelado por Bruce Willis no papel principal (também chamado de “Kersey” e a profissão sendo alterada para cirurgião) e dirigido por Eli Roth, foi lançado em 2018.